# Arhopala aria
Arhopala aria är en fjärilsart som beskrevs av Evans 1932. Arhopala aria ingår i släktet Arhopala och familjen juvelvingar. Inga underarter finns listade i Catalogue of Life.